# The Matador
The Matador er en amerikansk actionkomediefilm fra 2005 skrevet og instrueret af Richard Shephard. Filmen har Pierce Brosnan og Greg Kinnear.

## Medvirkende
- Pierce Brosnan
- Greg Kinnear
- Hope Davis
- Philip Baker Hall
- Dylan Baker
- Adam Scott
- Portia Dawson

## Ekstern henvisning
- The Matador på Internet Movie Database (engelsk)
- The Matador på Filmdatabasen
- The Matador på Scope
- The Matador i Svensk Filmdatabas (svensk)
- The Matador på AlloCiné (fransk)
- The Matador på MovieMeter (nederlandsk)
- The Matador på AllMovie (engelsk)
- The Matador hos American Film Institute (engelsk)
- The Matador på The Movie Database (engelsk)
- The Matador på Rotten Tomatoes (engelsk)